# Industrial hardcore
Industrial hardcore is een muziekstijl die is voortgekomen uit de techno en gabberhouse.
Deze muziekstijl wordt gekenmerkt door een eigen klank die tot stand komt door het gebruik van overstuurde geluiden en effecten uit de synthesizer en drumcomputer, waarvan de Roland TR-909 het meest gebruikt wordt. Hierdoor ontleent industrial hardcore zijn ‘kil en donker karakter’.
Verder ligt de nadruk meer op het ritmische aspect dan op melodie, wat meestal van ondergeschikt belang is en waardoor deze muziekstijl ook veel overeenkomsten vertoont met techno.
Er is vaak sprake van verwarring met de muziekstijl industrial omdat veel mensen industrial hardcore afkorten tot “industrial", maar deze muzieksoorten staan los van elkaar.

## Geschiedenis
Industrial hardcore is vrijwel tegelijkertijd ontstaan met de gabberhouse, aangezien er destijds nog geen onderscheid was tussen de verschillende stijlen binnen het genre is dit lang onder een noemer gegaan.
In 1993 begon Laurent Hô uit Frankrijk, techno en gabberhouse te combineren, zowel in zijn draaisets als in zijn producties. Hierdoor brak de industrial hardcore los van de gabberhouse.
Verder waren in Frankrijk ook andere artiesten bezig met industrial hardcore, zoals Manu Le Malin. In Duitsland was Marc Acardipane bezig met vergelijkbare muziek, vooral onder de pseudoniemen Mescalinum United en The Mover. Ook het Amerikaanse Industrial Strength label was vanaf 1991 bezig met het combineren van techno en gabberhouse.

## Industrial hardcore in Nederland
In Nederland duurde het tot het eind van de jaren negentig voordat industrial hardcore zich (openlijk) ontwikkelde. Doordat de gabberhouse over zijn commercieel hoogtepunt heen was en meer underground was ontstond er meer ruimte voor experimenten met de muziek.
Vooral DJ Promo speelde daar een belangrijke rol in. Hij voorzag dat de techno en gabberhouse steeds meer naar elkaar toegroeiden. Onder de artiestennaam Rude Awakening begon hij muziek te maken die hij zelf omschrijft als: “een industrieel project dat tussen de techno en hardcore inzit”.
Ook richtte hij samen met DJ X-ess het label The Third Movement op, dat zich toelegt op zowel gabberhouse als industrial hardcore. In 2004 begon dat label samen te werken met Industrial Strength en daaruit ontstond Industrial Movement, enkel en alleen gericht op industrial hardcore.
Ook andere artiesten sloegen een brug tussen techno en gabberhouse, waarvan in Nederland vooral N-Vitral en Peaky Pounder actief zijn binnen de industrial hardcore.

## Bekende artiesten
De meeste van de genoemde artiesten beperken zich niet alleen tot industrial hardcore, maar zijn vaak ook actief binnen andere muziekstijlen.
- Marc Acardipane, ook bekend als 'The Mover' en 'Mescalinum United'
- Armageddon Project
- Rude Awakening, beter bekend als DJ Promo
- Unexist
- DaY-már
- Catscan
- Ophidian
- Micron
- Noize Suppressor
- D-Passion
- Tieum